# Julián Morales (baloncestista)
Julián Morales (Goya, Corrientes, 1 de junio de 1995) es un baloncestista argentino que se desempeña en la posición de alero para Platense de la Liga Nacional de Básquet de Argentina.

## Trayectoria

### Clubes
| Club                     | País      | Año           |
| ------------------------ | --------- | ------------- |
| Peñarol de Mar del Plata | Argentina | 2011 - 2014   |
| Echagüe                  | Argentina | 2014 - 2016   |
| Villa San Martín         | Argentina | 2016 - 2017   |
| Hindú de Resistencia     | Argentina | 2017 - 2018   |
| Estudiantes de Olavarría | Argentina | 2018 - 2019   |
| Ciclista Juninense       | Argentina | 2019 - 2020   |
| Racing de Chivilcoy      | Argentina | 2020 - 2021   |
| Ferro                    | Argentina | 2021 - 2022   |
| Platense                 | Argentina | 2022 - 2023   |
| Leones de Potosí         | Bolivia   | 2023          |
| Peñarol de Mar del Plata | Argentina | 2023 - 2024   |
| Olímpico                 | Argentina | 2024-2025     |
| Platense                 | Argentina | 2025-presente |

## Selección nacional
Morales fue miembro del equipo juvenil argentino que participó del Campeonato Mundial de Baloncesto Sub-19 de 2013.